# Calceolaria lanata x trilobata
Calceolaria lanata x trilobata là một loài thực vật có hoa trong họ Calceolariaceae. Loài này được mô tả khoa học đầu tiên.